# Spinopterolophia pterolophioides
Spinopterolophia pterolophioides är en skalbaggsart som beskrevs av Stefan von Breuning 1965. Spinopterolophia pterolophioides ingår i släktet Spinopterolophia och familjen långhorningar. Inga underarter finns listade i Catalogue of Life.